# Dimethylpentasulfid
Dimethylpentasulfid ist eine organische chemische Verbindung aus der Gruppe der organischen Polysulfide.

## Vorkommen

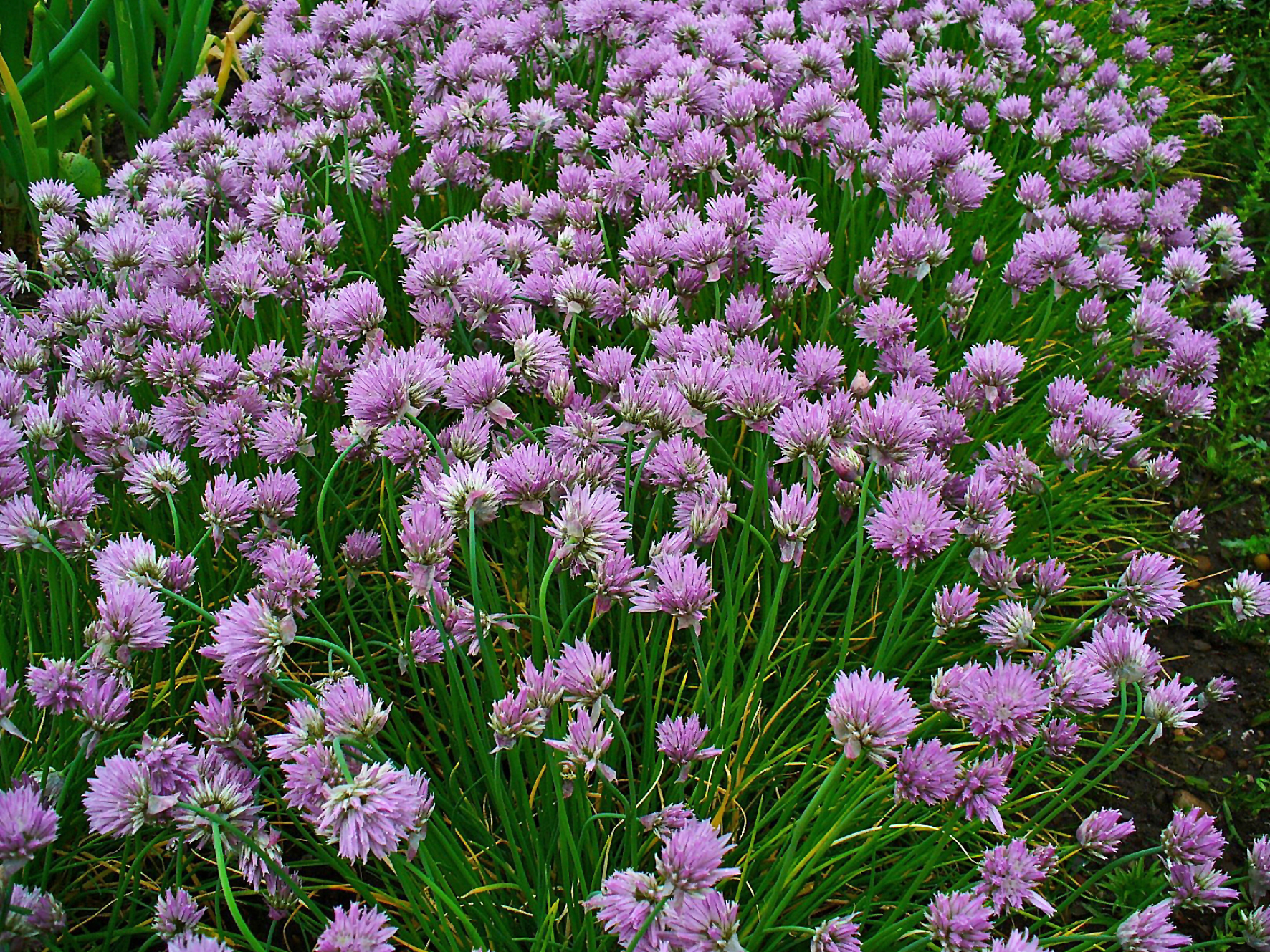
Schnittlauch

Dimethylpentasulfid kommt in Schnittlauch (Allium schoenoprasum), Chinesischem Schnittlauch (Allium tuberosum), Allermannsharnisch (Allium victorialis), Shiitake und Ferula persica vor. Es ist auch in Knoblauchöl und dem Öl des Ackerlauchs (Allium ampeloprasum) enthalten. Daneben wurde es auch in Pinguinkot und einer Streptomyces-Spezies aus der Nordsee nachgewiesen.

## Darstellung
Bei der thermischen Zersetzung von Dimethyltetrasulfid entsteht Dimethylpentasulfid neben anderen Oligosulfiden.

## Nachweis
Dimethylpentasulfid kann mit GC-MS nachgewiesen werden.